# Tabon přilbový
Tabon přilbový (Macrocephalon maleo) je druh tabona z monotypického rodu Macrocephalon, který je endemitem indonéských ostrovů Sulawesi a Buton.

## Popis
Dosahuje délky okolo 55 cm a váhy asi 1,5 kg, samice bývají lehce drobnější. Je nejpestřejším druhem tabonů: horní část těla a hlava jsou černé a břicho jasně růžové, nohy modrošedé, tváře a zobák oranžové a na hlavě má nápadný rohovitý útvar připomínající přilbu, který je zbarven tmavě modře s kovovým leskem.

## Způsob života
Taboni přílboví obývají deštné pralesy s nadmořskou výškou nepřesahující tisíc metrů, živí se ovocem, semeny a hmyzem. Vytvářejí stabilní páry, aktivní jsou převážně v noci. V období hnízdění vyhledávají mořské pláže s černým sopečným pískem, do něhož vyhrabávají jámy, kam samice kladou osm až dvanáct vajec, která jsou zhruba pětkrát větší než slepičí. Písek je zahříván tropickým sluncem shora a sopečnými plyny zespoda a udržuje tak vajíčka v optimální teplotě okolo 44 °C, kterou samec kontroluje citlivým zobákem a podle potřeby přihrnuje nebo odhrabává zeminu. Inkubace vajec trvá necelé dva měsíce, mláďata se líhnou již plně soběstačná a musejí se prohrabat až půlmetrovou vrstvou písku na vzduch. Pohlavní zralosti dosahují ve dvou letech, dožívají se zhruba patnácti let, avšak byl zaznamenán exemplář, který žil v zajetí přes čtyřicet let.

## Ohrožení
Tabonů ubývá vinou ilegálního sběru vajec a kácení pralesů, byli proto klasifikováni jako ohrožený taxon. Počet žijících jedinců se odhaduje na osm až čtrnáct tisíc. K ochraně tohoto druhu byla na poloostrově Minahasa zřízena rezervace Tangkoko Batuangus.